# Perho

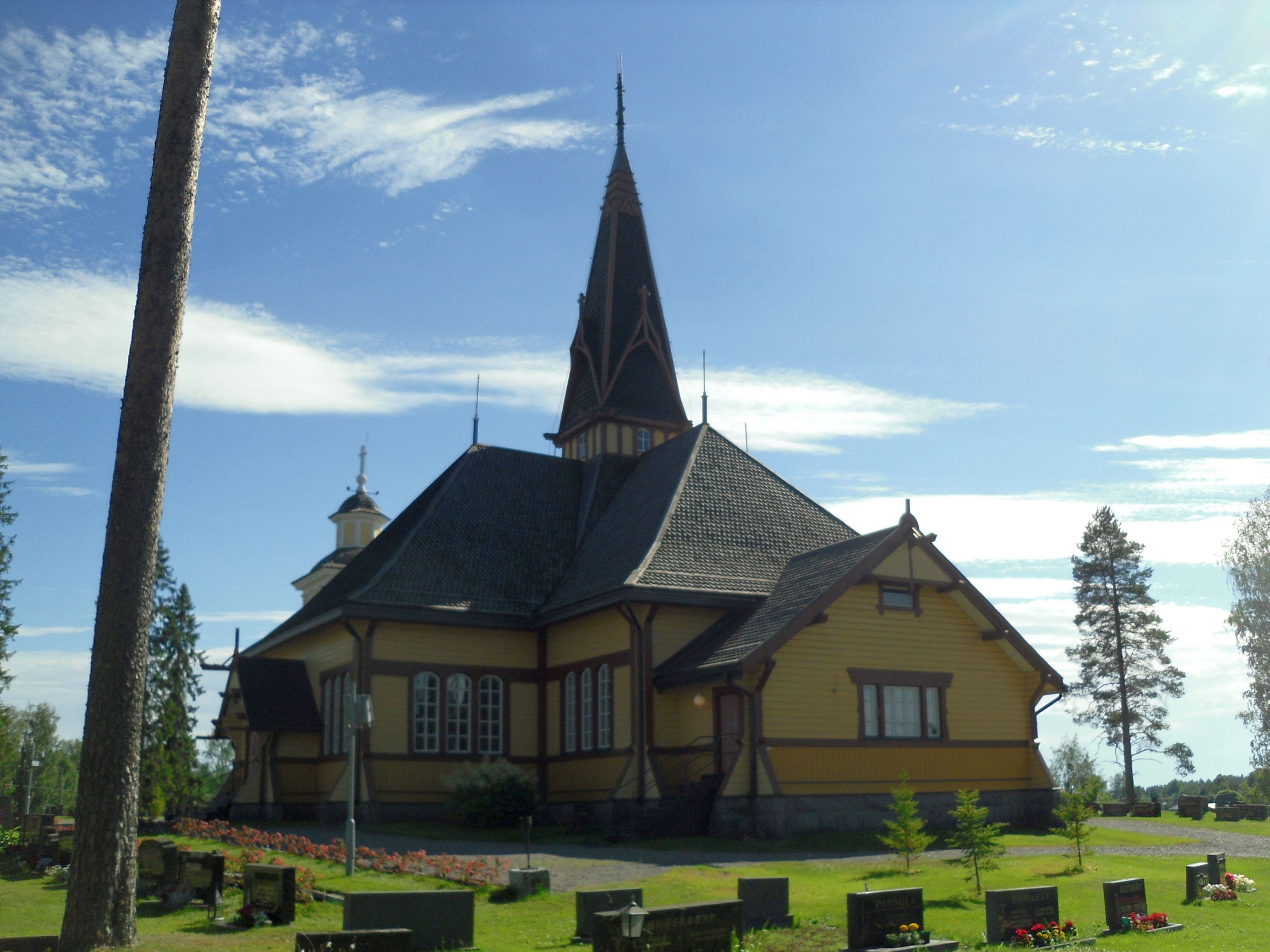
Kerk van Perho

Perho is een gemeente in de Finse provincie West-Finland en in de Finse regio Centraal-Österbotten. De gemeente heeft een landoppervlakte van 747,87 km² en telt 2.653 inwoners (2022).

## Geboren in Perho
- Oskari Tokoi (1873), politicus

Halsua · Kannus · Kaustinen · Kokkola · Lestijärvi · Perho · Toholampi · Veteli
Voormalige gemeenten:
Himanka · Kaarlela · Kälviä · Lohtaja · Ullava · Öja